# بيتر ميرفي (مغني)
بيتر ميرفي (بالإنجليزية: Peter Murphy)‏ هو مغني وكاتب أغاني بريطاني، ولد في 11 يوليو 1957 في نورثامبتون في المملكة المتحدة.

## وصلات خارجية
- الموقع الرسمي
- بيتر ميرفي على موقع IMDb (الإنجليزية)
- بيتر ميرفي على موقع ميوزك برينز (الإنجليزية)
- بيتر ميرفي على موقع رولينغ ستون (الإنجليزية)
- بيتر ميرفي على موقع إن إن دي بي (الإنجليزية)
- بيتر ميرفي على موقع أول ميوزيك (الإنجليزية)
- بيتر ميرفي على موقع ديسكوغز (الإنجليزية)
- بيتر ميرفي على موقع قاعدة بيانات الفيلم (الإنجليزية)